# Ulf Schmidt
Ulf Christian Johan Schmidt (Nacka, 12 luglio 1934) è un ex tennista svedese.

## Carriera
È ricordato perché nel 1958, assieme al connazionale Sven Davidson, vinse il torneo di Wimbledon sconfiggendo in finale gli australiani Ashley Cooper e Neale Fraser.

## Finali del Grande Slam

### Doppio

#### Vinte (1)
| Anno | Torneo    | Superficie | Compagno      | Avversarie in finale       | Punteggio     |
| 1958 | Wimbledon | Erba       | Sven Davidson | Ashley Cooper Neale Fraser | 6–4, 6–4, 8-6 |